# Boyfriend (песня Джастина Бибера)
«Boyfriend» — первый сингл канадского певца Джастина Бибера с его третьего студийного альбома Believe. Он возглавил чарты iTunes в 32-х странах мира, а видео на песню на его YouTube-канале за месяц набрало 61 миллион просмотров.

## История
Сингл был написан и спродюсирован Майком Познером, Мэтью Масто и Мейсоном Леви. Бибер объяснил, что трек будет по-разному удивлять людей, потому что в нём присутствует музыкальный отход от его предыдущего материала. Фрагмент «Boyfriend» был представлен на шоу Эллен Дедженерес 1 марта 2012 года. В тот же день песня была объявлена синглом. 19 марта 2012 года появилась обложка, а 26 марта 2012 выпущен сингл.
«Boyfriend» — это сочетание R&B и хип-хоп музыки. По словам Марка Хогана из журнала Spin, в тексте песни можно услышать влияние песни «Party» в исполнении Бейонсе, «Till the World Ends» Бритни Спирс и «If» Джанет Джексон. Эндрю Хэмпп из Billboard написал, что «Boyfriend» местами напоминает «Girlfriend» группы ’N Sync, а также песни из раннего творчества Фаррела Уильямса и Ашера.

## Список композиций
- Цифровая дистрибуция[4] / Компакт-диск[5]

1. «Boyfriend» — 2:52

- Цифровая дистрибуция — Ремиксы[6]

1. «Boyfriend» (Oliver Twizt Radio) — 3:44
2. «Boyfriend» (Oliver Twizt Club) — 4:27
3. «Boyfriend» (Oliver Twizt Instrumental) — 4:27
4. «Boyfriend» (Vice Radio) — 3:08
5. «Boyfriend» (Vice Instrumental) — 4:46
6. «Boyfriend» (Joe Gauthreaux & Peter Barona Full Vocal Club) — 6:58
7. «Boyfriend» (Joe Gauthreaux & Peter Barona Club Mix) — 6:42
8. «Boyfriend» (Joe Gauthreaux Dark Dub) — 7:46

- Цифровая дистрибуция — Boyfriend (Dada Life Remix) — Сингл[7]

1. «Boyfriend» (Dada Life Remix) — 5:32

## Даты релизов
| Страна         | Дата           | Формат                         | Лейбл                                                        |
| -------------- | -------------- | ------------------------------ | ------------------------------------------------------------ |
| В мире         | 23 марта 2012  | Цифровая дистрибуция           | Island Def Jam Music Group                                   |
| Германия       | 20 апреля 2012 | CD-сингл                       | Island Def Jam Music Group                                   |
| Франция        | 7 мая 2012     | CD-сингл                       | Island Def Jam Music Group                                   |
| Великобритания | 21 мая 2012    | CD-сингл                       | Mercury Records                                              |
| США            | 12 июня 2012   | Цифровая дистрибуция — ремиксы | Island Records, Raymond Braun Media Group, Schoolboy Records |